# Боспиек
Боспиек (кирг. Боспиек) — село в Аксыйском районе Джалал-Абадской области Кыргызстана. Территориально входит в Джерге-Талский аильный округ с центром в селе Джерге-Тал.

## История
17 марта 2002 года жители села вышли на демонстрацию протеста против передачи части киргизских территорий Китаю. Толчком к народным волнениям послужил арест киргизского депутата Азимбека Бекназарова, уроженца здешних мест. Власти применили против демонстрантов огнестрельное оружие, в результате чего погибло шесть человек, ещё несколько десятков человек получили ранения разной степени тяжести. Эти события серьёзно повлияли на политическую ситуацию в стране, привели к отставке правительства Курманбека Бакиева и значительно снизили рейтинг теряющего популярность Аскара Акаева, бывшего тогда президентом Кыргызстана.

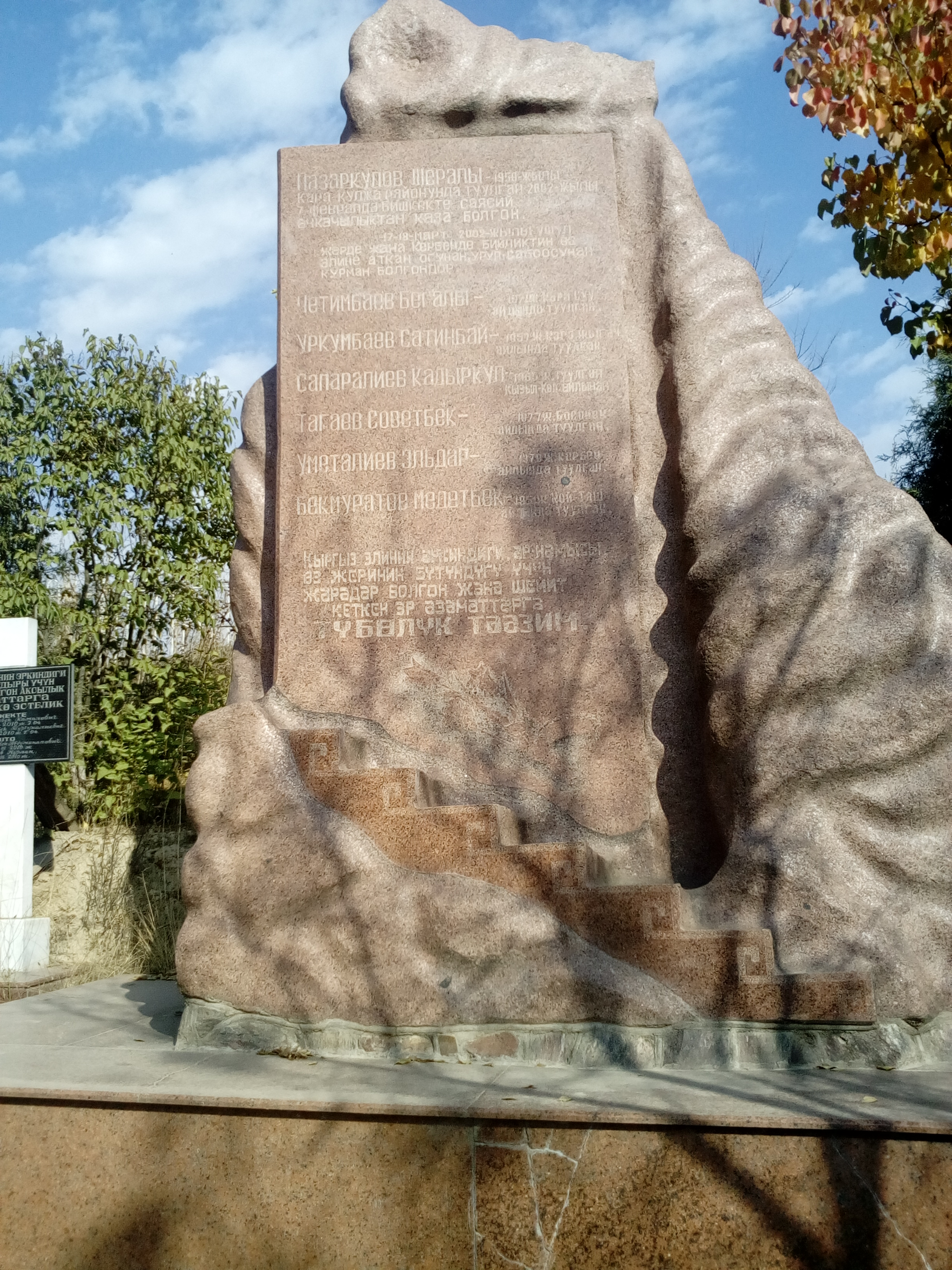
Шейит мазары
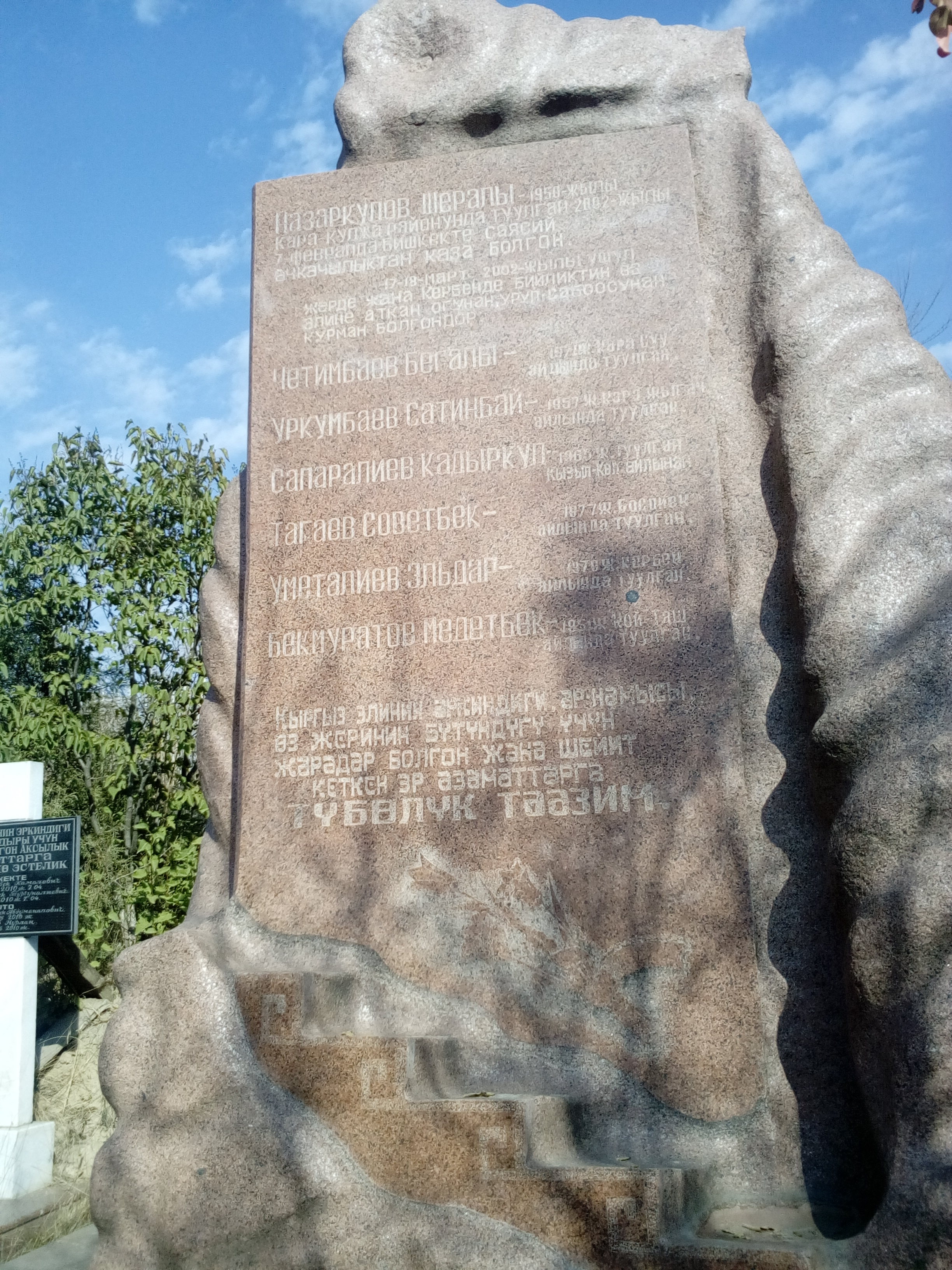
Шейит мазары
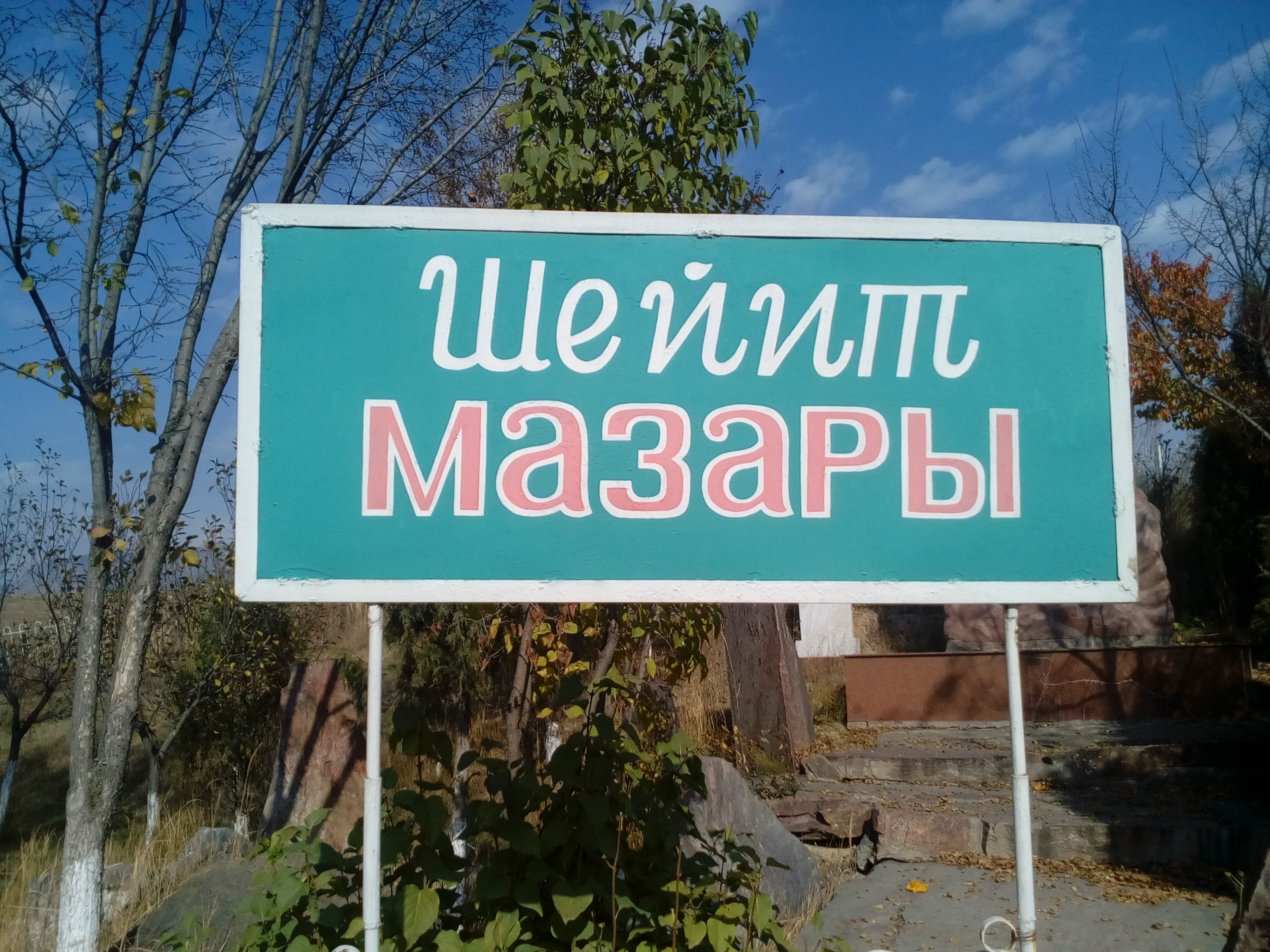
Шейит мазары (выход)
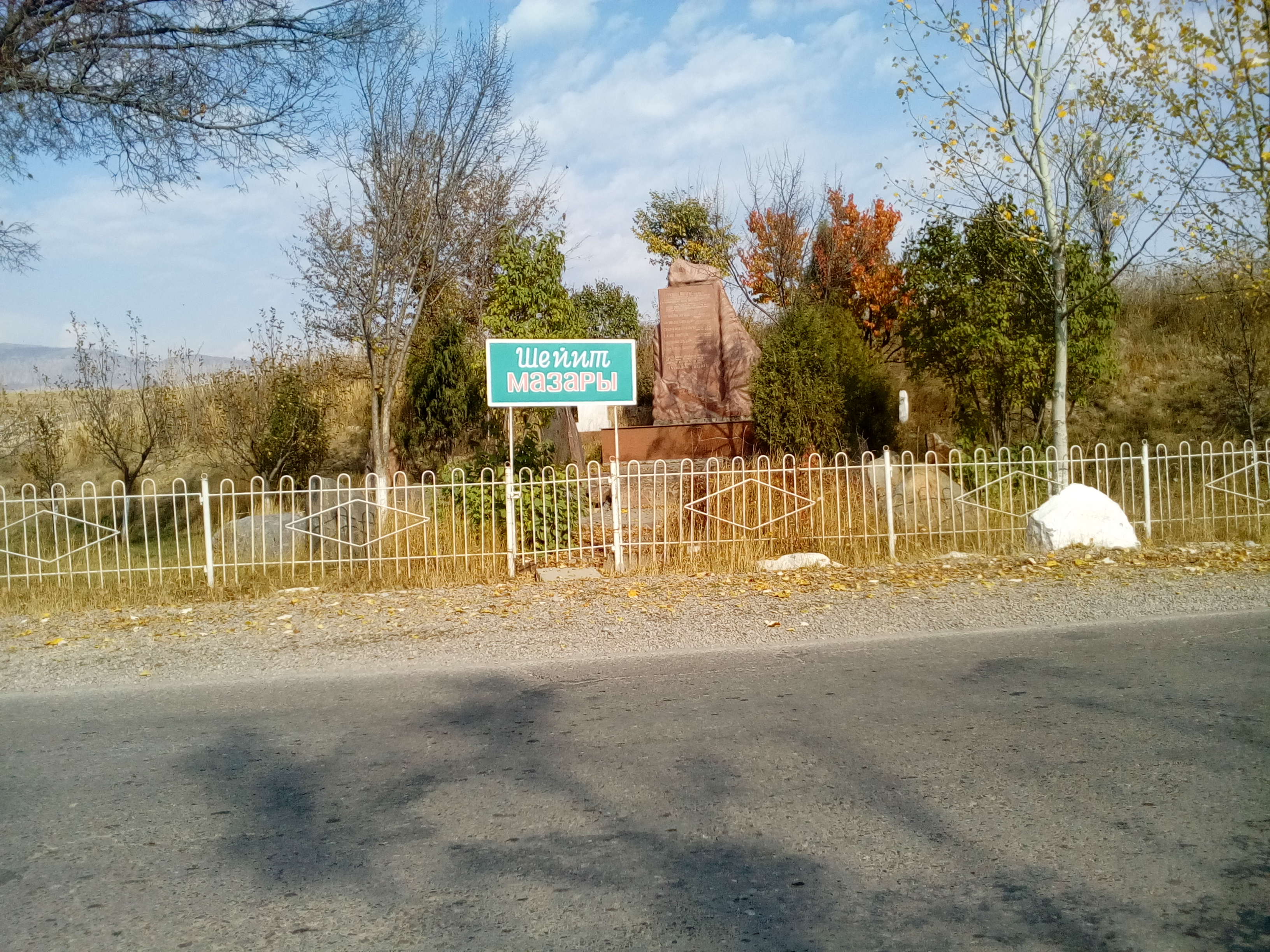
Шейит мазары 2017-г

После тюльпановой революции погибшие 17 марта жители села были посмертно представлены к награде медалью «Эрдик». Возле села Боспиек был воздвигнут мемориальный комплекс «Шейит Мазары», возле которого проходят ежегодные акции памяти трагических событий 2002 года с участием первых лиц государства. В 2007 году в пятилетнюю годовщину Аксыйских событий мемориальный комплекс посетил Курманбек Бакиев, бывший тогда президентом Кыргызстана. 17 марта 2016 года мемориальный комплекс посетил действующий Президент Киргизии Алмазбек Атамбаев.

## Население
| Год  | Численность | Численность |
| ---- | ----------- | ----------- |
| 2009 | 1295        |             |
| 2014 | 1570        |             |
| 2015 | 1515        |             |
| 2020 | 1578        |             |
| 2021 | 1589        |             |